# Jean Charmasson
Pour les articles homonymes, voir Charmasson.
 (avril 2022).
La mise en forme du texte ne suit pas les recommandations de Wikipédia : il faut le « wikifier ».
Les points d'amélioration suivants sont les cas les plus fréquents. Le détail des points à revoir est peut-être précisé sur la page de discussion.
- Les titres sont pré-formatés par le logiciel. Ils ne sont ni en capitales, ni en gras.
- Le texte ne doit pas être écrit en capitales (les noms de famille non plus), ni en gras, ni en italique, ni en « petit »…
- Le gras n'est utilisé que pour surligner le titre de l'article dans l'introduction, une seule fois.
- L'italique est rarement utilisé : mots en langue étrangère, titres d'œuvres, noms de bateaux, etc.
- Les citations ne sont pas en italique mais en corps de texte normal. Elles sont entourées par des guillemets français : « et ».
- Les listes à puces sont à éviter, des paragraphes rédigés étant largement préférés. Les tableaux sont à réserver à la présentation de données structurées (résultats, etc.).
- Les appels de note de bas de page (petits chiffres en exposant, introduits par l'outil «  Source ») sont à placer entre la fin de phrase et le point final[comme ça].
- Les liens internes (vers d'autres articles de Wikipédia) sont à choisir avec parcimonie. Créez des liens vers des articles approfondissant le sujet. Les termes génériques sans rapport avec le sujet sont à éviter, ainsi que les répétitions de liens vers un même terme.
- Les liens externes sont à placer uniquement dans une section « Liens externes », à la fin de l'article. Ces liens sont à choisir avec parcimonie suivant les règles définies. Si un lien sert de source à l'article, son insertion dans le texte est à faire par les notes de bas de page.
- La présentation des références doit suivre les conventions bibliographiques. Il est recommandé d'utiliser les modèles {{Ouvrage}}, {{Chapitre}}, {{Article}}, {{Lien web}} et/ou {{Bibliographie}}. Le mode d'édition visuel peut mettre en forme automatiquement les références.
- Insérer une infobox (cadre d'informations à droite) n'est pas obligatoire pour parachever la mise en page.

Pour une aide détaillée, merci de consulter Aide:Wikification.
Si vous pensez que ces points ont été résolus, vous pouvez retirer ce bandeau et améliorer la mise en forme d'un autre article.
Jean Charmasson, né le 6 juillet 1930 à Bagnols-sur-Cèze (Gard) et mort le 1er janvier 2016 à Saint-Paul-les-Fonts (Gard), est un archéologue français, inventeur de l'oppidum Saint-Vincent de Gaujac, président de la SECABR (Société d’Études des Civilisations Antiques Bas-Rhodaniennes, émanation de la Société Bagnolaise de recherche archéologique dont il est un des cofondateurs en 1960) de 1977 à 2000, fondateur de la revue Rhodanie en 1982.

## Formation et carrière professionnelle
En 1946, il est admis à l’École Normale de Garçons de Nîmes. Après son service militaire, il débute sa vie active comme instituteur à Saint-Laurent-de-Carnols, puis Bagnols-sur-Cèze.
En 1960, il reprend des études à la Faculté des Lettres de Montpellier. Il obtient une Licence de Lettres Modernes. Reçu au CAPES, il est affecté successivement à Chalon-sur-Saône, Nîmes, puis Bagnols-sur-Cèze (collège du Bordelet) où il exerce jusqu’à son départ à la retraite en 1990.
Pendant ses études universitaires, il s'initie à l'archéologie. Il fréquente assidûment l’Institut d’Archéologie (logé à la Faculté des Lettres de Montpellier) et suit les cours d'histoire de l'art antique dispensés par Hubert Gallet de Santerre, professeur puis doyen de la Faculté des Lettres de Montpellier et Directeur des Antiquités historiques du Languedoc-Roussillon, lequel donne une forte impulsion à l’archéologie régionale. Titulaire de deux certificats d'études supérieures, Histoire de l’art antique et Archéologie préhistorique (cours du préhistorien Camille Hugues), il effectue plusieurs stages de fouilles archéologiques, à l’oppidum d’Ensérune (Hérault) ainsi qu’à Empúries (Espagne).
À partir de 1970, il réside à Saint-Paul-les-Fonts, dont il est maire de 1970 à 1977. Il consacre tout son temps libre à l’archéologie. À la retraite, il s'intéresse à l'histoire de Bagnols-Sur-Cèze, fréquentant ses Archives municipales et les Archives départementales du Gard. Il publie le résultat de ses recherches dans la revue Rhodanie.

## Travaux en archéologie
En tant qu’archéologue son champ d’action concerne le Gard rhodanien, d’abord l’oppidum de Lombren (Vénéjan) de 1962 à 1965 , où sa découverte d'une lampe à huile du IIIe siècle établit une présence juive à cet endroit. Enfin l’oppidum Saint-Vincent à Gaujac qu'il sauve des destructions opérées par une carrière de pierre, et dont il dirige les fouilles de 1963 à 1988. C’est au cours des fouilles de 1974 notamment que sont découverts les thermes romains de Gaujac. Les dernières fouilles dont il a la charge se déroulent en 2006. Il effectue de nombreux sondages archéologiques à Bagnols-sur-Cèze (chapelle des Pénitents en 1965, quartier de l’Ancize en 1969, plateau des Masses en 1977), à Saint-Laurent-de-Carnols en 1967, à Laudun-L’Ardoise (Camp de César en 1972-1974). Il opère également des fouilles de sauvetage à Uzès (Parc du Duché en 1969), à Laudun-L’Ardoise (nécropole à incinération et habitat gallo-romains au lieu-dit La Brèche en 1975) ainsi qu’à Sabran (nécropole gallo-romaine au lieu-dit Carmes en 1977).
En 1970, il participe activement à la création d’un dépôt de fouilles à la Maison Jourdan (actuel musée Léon-Alègre), avenue Paul-Langevin, à Bagnols-sur-Cèze et, en 1983, à la création d’un musée d’archéologie dans les salles du rez-de-chaussée, dans lesquelles est exposé le matériel le plus remarquable découvert lors des fouilles pratiquées dans la région. Il assure la gestion scientifique du dépôt de fouilles jusqu’en 1986. Ce dépôt est fermé et le matériel archéologique, qui y était entreposé, transporté à Nîmes.

## Publications
Son apport à l’archéologie du Gard rhodanien est incontestable. En témoignent les nombreux articles qu’il publie dans diverses revues: Cahiers rhodaniens, Cahiers ligures de Préhistoire et d’archéologie, Archeologia, Revue d’Études ligures, Revue Archéologique de la Narbonnaise … et, bien sûr, Rhodanie.
Sa bibliographie archéologique est lisible sur le site archeophile et sa bibliographie complète sur le site de la SECABR.
Il est l’auteur de plusieurs monographies dont quatre sur l’oppidum de Gaujac prenant en compte l’évolution des fouilles:
- Dans la vallée du Rhône antique : un site prestigieux Le Camp de César, Les éditions de la Sabranenque-Carmes-Sabran, Collection Chamois n° 2, 39 p., 1977.
- Gaujac (Gard), l’oppidum de Saint-Vincent, les habitats ligure et gaulois, romain et barbare, Imprimerie Chastanier S. A., Nîmes, 47 p., sans date.
- Uzès celtique et romaine, hors-série n° 1 Rhodanie, 66 p., 1984.
- Le Camp de César de Laudun (Gard), hors-série n° 2 Rhodanie, 62 p., 1985.
- L’oppidum de Gaujac Saint-Vincent, guide historique et archéologique, hors-série n° 3 Rhodanie, 45 p., 1986.
- L’oppidum de Gaujac (Gard), hors-série n° 7 Rhodanie, 55 p., 1993.
- La chapelle bénédictine de Saint-André-de-Sévanes à Saint-Paul-les-Fonts (Gard), hors-série n° 10 Rhodanie, 16 p., 2006.
- L’oppidum de Gaujac en 6 stations, hors-série n° 11 Rhodanie, 32 p., 2006.